# سميرة صالح النعيمي
سميرة صالح علي النعيمي (وُلدت عام 1963 وتوفيت في الثاني والعشرين من سبتمبر عام 2014) وهي ناشطة في مجال حقوق الإنسان ومحامية عراقية، وفي فترة احتلال تنظيم الدولة الإسلامية في العراق الشام (داعش) كتبت العديد من التعليقات الناقدة لتدمير داعش للمقدسات الإسلامية، وتعرضت للخطف علي يد بعض الملثمين من تنظيم داعش، وعُرضت على محكمة تدعي أنها محكمة شرعية بتهمة الردة، وبعد تعذيب استمر لخمسة أيام أعُدمت علنًا أمام الجميع، وقد أدانت وزارة الخارجية الأمريكية مقتلها كثيرًا.